# یژکی
یژکی (به لاتین: Jeżyki) یک روستا در لهستان است که در گمینا بوگدانگتس واقع شده‌است. یژکی ۱۸۰ نفر جمعیت دارد.